# Comisia Internațională a Juriștilor
Comisia Internațională a Juriștilor (engleză: International Commission of Jurists) este o organizație neguvernamentală care apără drepturile omului la nivel global. Comisia se compune din 60 de juriști eminenți, judecători, avocați și profesori, dedicați respectării prin lege a standardelor internaționale privind drepturile omului. Domenii specifice de activitate includ, printre altele, drepturile economice, sociale și culturale, orientarea sexuală și identitatea de gen, drepturile femeii și statul de drept. Secretariatul Internațional este responsabil de luarea deciziilor, fiind asistat de 97 de secții naționale autonome și organizații afiliate din peste 70 de țări. Activitatea CIJ depinde de donații, printre finanțatorii importanți numărându-se Austria, Finlanda, Cipru, Marea Britanie, Suedia, biroul prim-ministrului Franței și biroul ministrului de Justiție al Greciei. CIJ are statut consultativ în Consiliul Economic și Social al Națiunilor Unite, UNESCO, Consiliul European și Uniunea Africană. Organizația cooperează, de asemenea, cu diferite corpuri ale Organizației Statelor Americane și Uniunii Interparlamentare.

## Premii și distincții
- 1980 – Premiul Consiliului European pentru drepturile omului[4]
- 1989 – Premiul Erasmus[5]
- 2013 – Premiul „Lumina adevărului”[6]